# I bambini della cascina
I bambini della cascina è un libro scritto nel 1999 dal pedagogista, scrittore e insegnante Mario Lodi.

## Trama
Dopo essere venuto a conoscenza della morte del carissimo amico Natalino, il protagonista Bepi (anch'egli ormai giunto alla vecchiaia) percorre a ritroso i momenti di grande spensieratezza vissuti alla scoperta della grande cascina Lazzaretto. Ripensando così a tutte le avventure vissute in mezzo alla natura e agli animali con tutti i suoi amici dell’epoca, Bepi, angosciato, si rende conto che ciò che lui può raccontare, ciò che ha visto con i propri occhi tanti anni prima, ora non esiste più: lì dove è vissuto e cresciuto non si vedono più cavalli che corrono e non si sente più il riecheggiare delle voci dei bambini che giocano, voci che nonostante tutto Bepi conserva ancora dentro di sé, scolpite nella sua memoria per sempre.
“L'autore, con la pazienza di un archivista, la precisione di un fotografo e la passione di un Simenon che indaga per scoprire la verità e l'essenza di un'epoca dimenticata, tesse la trama della memoria e pagina dopo pagina ricostruisce la vita quotidiana dei bambini in una grande cascina padana durante il fascismo e nell'uragano della seconda guerra mondiale. I burattini, l'uomo del pane, la neve, le storie del nonno, i giochi sugli argini, le api della regina, pere cotte e maialini, il grande bucato, la caccia ai corvi, la musica della natura, la mietitura, sono tutti capitoli di una storia che ricostruisce la vita e i sentimenti di un mondo che nascondeva grandi valori”. 
-Frediano Sessi.